# The Battling Kangaroo
The Battling Kangaroo est un court métrage américain réalisé par Jules White et sorti en 1926.

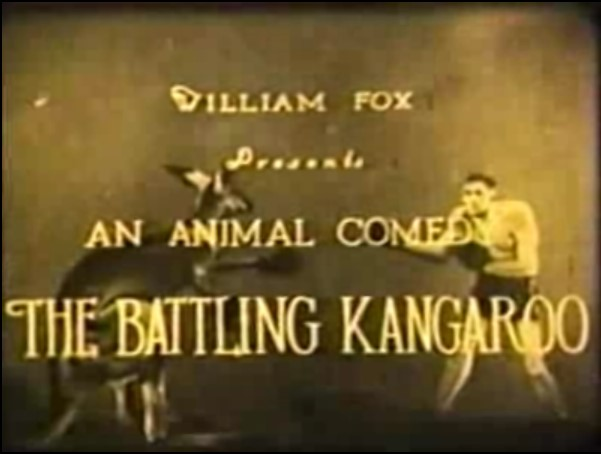
Extrait du générique du film.

C'est le premier d'une trilogie produite par Fox Film, avec A Kangaroo Detective et A Kangroo's Kimono (1927).

## Synopsis
Limber Lucy, trapéziste, veut quitter l'attraction foraine dont sa famille fait partie, mais ils ne peuvent pas partir tant que son père n'a pas remboursé 1 000 $ au propriétaire de l'attraction, Knockout Kelly. Lucy fuit Kelly après qu'il l'ait courtisée.
Pete Brush, un chauffeur de taxi amoureux de Lucy, apprend que Kelly poursuit Lucy et que « mille dollars séparent [Lucy] du bonheur ». Brush voit une publicité indiquant que « Knockout Kelly combat tout ce qui est sur deux pieds. 1 000 $ en espèces si vous arrivez à l'assommer ». Après avoir échoué à assommer Kelly lui-même, Brush et deux ouvriers du cirque tentent de détourner un passager du taxi d'un concurrent, le passager ayant proposé « Mille dollars si vous atteignez le quai avant le départ de mon bateau ».
Après avoir réquisitionné le passager, ils l'amènent au bateau, mais ne parviennent pas se faire payer. Fuyant le chauffeur de taxi en colère, les trois hommes libèrent accidentellement trois kangourous d'une caisse, qui font des ravages. Les trois hommes parviennent à guider l'un des kangourous, habillé pour la boxe, sur le ring pour un combat avec Knockout Kelly. Le kangourou, après s'être battu avec Kelly, l'assomme. Brush reçoit les mille dollars pour le KO. Lui et Lucy s'embrassent.

## Fiche technique
- Réalisation : Jules White
- Scénario : Hewlett Benjamin, Edward Marshall
- Producteur : George Marshall
- Société de production : Fox Film
- Durée : 18 minutes
- Date de sortie : 
  - États-Unis : 18 décembre 1926

## Distribution

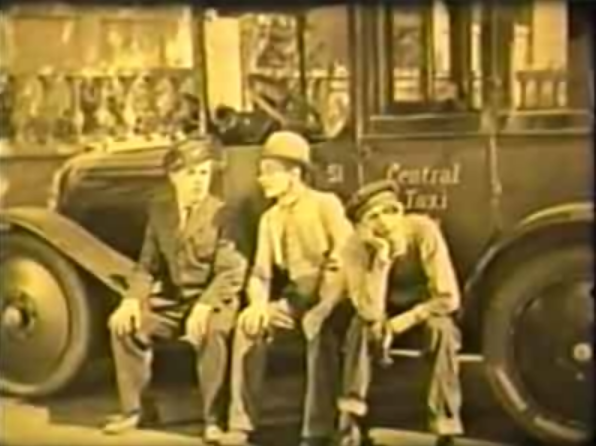
Lige Conley, George Gray et Sterling Holloway dans une scène du film.

Liste établie d'après les intertitres du film
- Lige Conley : Pete Brush, le chauffeur de taxi
- Sterling Holloway : Napoleon French[4]
- George Gray
- Mildred June : Limber Lucy
- Al Kaufman : Knockout Kelly

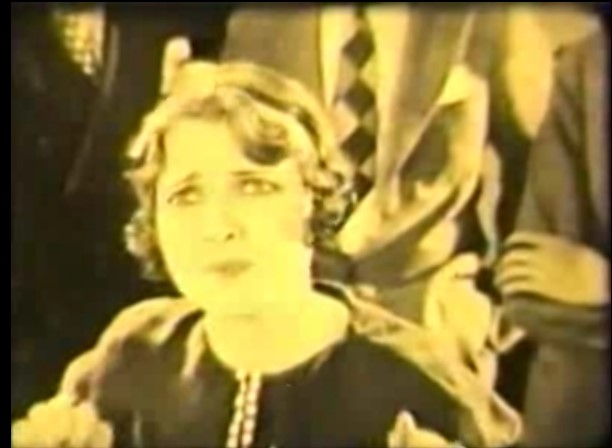
Mildred June
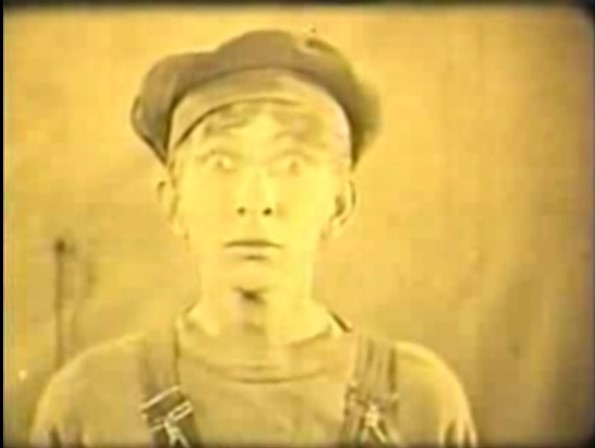
Sterling Holloway
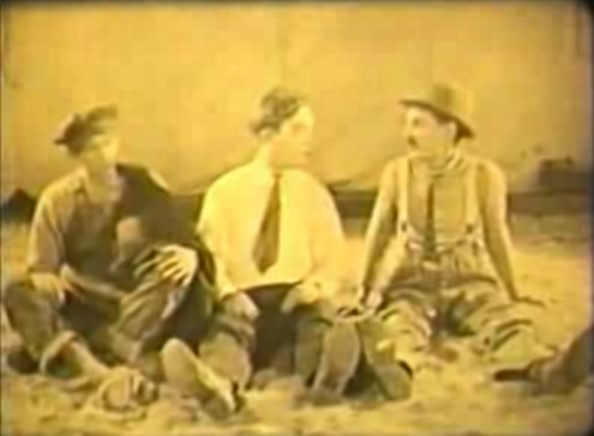
Holoway, Conley et Grey
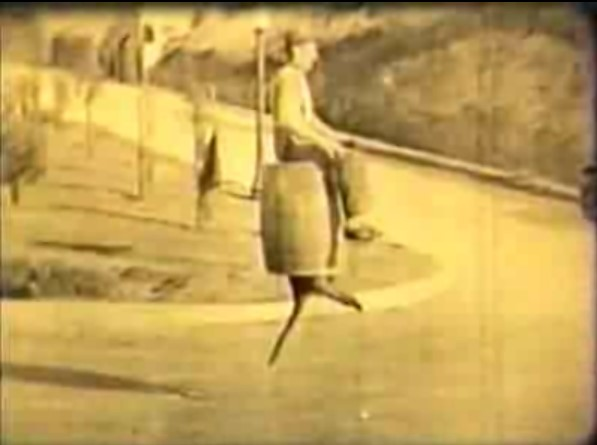
Grey
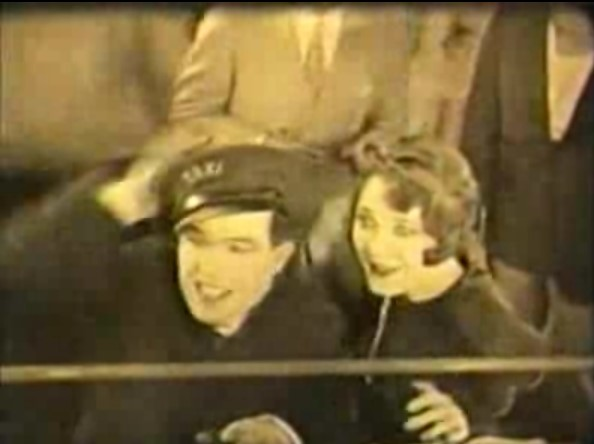
Conley et June dans la scène du combat du kangourou